# Georg E. Mathiasens Fabrik
Georg E. Mathiasens Fabrik A/S var en dansk maskin- og vaskemaskinefabrik grundlagt den 19. januar 1903 af ingeniør Georg E. Mathiasen.
Fabrikken lå i Vordingborggade 12 på Østerbro i København, men er siden revet ned. Fabrikken er kendt for at have produceret den første danske påhængsmotor. Den blev under navnet GEM fremstillet allerede i 1905 og blev bygget i 3000 eksemplarer. Dermed opstod GEM-knallerten.
Fabrikken blev i 1944 omdannet til aktieselskab med grundlæggeren som adm. direktør; i 1947 indtrådte civilingeniør Poul Anton Christensen (f. 1903) i direktionen.